# Nephochaetopteryx cyaneiventris
Nephochaetopteryx cyaneiventris är en tvåvingeart som beskrevs av Guilherme A.M.Lopes 1936. Nephochaetopteryx cyaneiventris ingår i släktet Nephochaetopteryx och familjen köttflugor. Inga underarter finns listade i Catalogue of Life.